# Dmitrij Petrovič Dochturov
Dmitrij Petrovič Dochturov (Krutoe, 13 maggio 1838 – Mosca, 12 marzo 1905) è stato un generale russo.

## Biografia
Figlio del capitano Peter Dmitrievič Dokhturov e nipote del generale ed eroe russo delle guerre napoleoniche, Dmitrij Sergeevič Dokhturov, Dmitrij entrò giovanissimo nel corpo dei paggi dello zar.
Nel 1855 venne ammesso nel corpo dei paggi da camera e nel contempo iniziò la propria carriera militare nell'esercito russo col grado di cornetta in un reggimento di cavalleria. Nel 1857 entrò all'Accademia militare di Nikolaev per lo Stato Maggiore, corso nel quale si diplomò in 1ª categoria nel 1859; nello stesso anno, il 23 aprile, fu promosso tenente; Il 12 gennaio 1861 fu trasferito come capitano allo stato maggiore ed il 28 novembre venne definitivamente promosso. Nel 1860-1862 partecipò alle guerre caucasica, ove si guadagnò l'ordine di San Stanislao di III classe per i risultati raggiunti.
Nel 1863, Dokhturov si trasferì di nuovo alla guardia e l'8 febbraio divenne capitano dello staff; nello stesso anno fu insignito dell'Ordine di San Vladimiro di IV classe. Il 13 settembre, ottenuto il grado di tenente colonnello, fu incaricato di svolgere un incarico speciale presso il comandante del distretto militare di Vilna.
Dal 3 al 16 luglio 1865 fu capo di stato maggiore della 5ª divisione di cavalleria, passando poi alla 7ª. Il 28 novembre dello stesso anno ebbe un incarico speciale presso il comandante del distretto militare di Varsavia ed il 27 marzo 1866 venne promosso colonnello. L'11 maggio 1867 venne trasferito nell'esercito cosacco del Don.
Nel 1868, Dokhturov ricevette l'Ordine di San Stanislao di II classe e dal 16 aprile venne messo a disposizione del comandante del distretto militare di Vilnius; il 26 aprile venne nominato direttore dell'ufficio per l'insediamento dei proprietari terrieri russi nella regione nord-occidentale.
Venne nominato il 21 agosto 1870 comandante del 13º reggimento degli ulani di Vladimir. Nel 1871 gli venne conferito l'Ordine di Sant'Anna di II classe e nel 1874 quello di III classe dell'Ordine di San Vladimiro; il 14 ottobre 1875 venne assegnato al comando delle truppe del distretto militare di Vilnius.
Il 13 agosto 1876 decise di offrirsi volontario per la guerra nei Balcani nell'esercito serbo e prese pertanto parte alla guerra serbo-turca come capo del personale, conflitto che ad ogni modo ebbe breve durata.
In vista dei preparativi per la guerra con la Turchia, il 15 novembre 1876, tornò nell'esercito russo ed ebbe modo di distinguersi guadagnandosi una spada d'oro al coraggio e la promozione a maggiore generale con la nomina a comandante della 1ª brigata della 35ª divisione di fanteria, venendo poi assegnato alla 2ª brigata della 33ª divisione di fanteria. Il 21 aprile 1878 venne insignito della I classe dell'Ordine di San Stanislao ed il 18 aprile 1880 venne nominato comandante della 2ª brigata della 2ª divisione di cavalleria della guardia imperiale; nel 1882 venne insignito della I classe dell'Ordine di Sant'Anna, ottenendo poi nel 1885 la II classe dell'Ordine di San Vladimiro.
Messosi a disposizione del ministro della guerra dal 16 giugno 1886, il 14 agosto venne nominato comandante della 12ª divisione di fanteria. Con la promozione a tenente generale il 30 agosto 1886, Dochturov ottenne poi di essere insignito anche dell'Ordine dell'Aquila Bianca, la più alta onorificenza polacca. Il 18 settembre 1892 venne nominato capo della 13ª divisione di fanteria rimanendo tale sino alla sua promozione a generale di cavalleria nel 1898. Nel 1900 venne nominato comandante assistente del distretto militare di Odessa e nel 1901 divenne membro del consiglio militare.
Nel corso della Guerra russo-giapponese, Dochturov venne assegnato come comandante della 2ª armata che sarebbe stata destinata alla Manciuria, ma morì il 12 marzo 1905, prima che potesse ottenere ufficialmente l'incarico. Venne sepolto a San Pietroburgo, nel cimitero di Novodevichy.